# Birago Diop

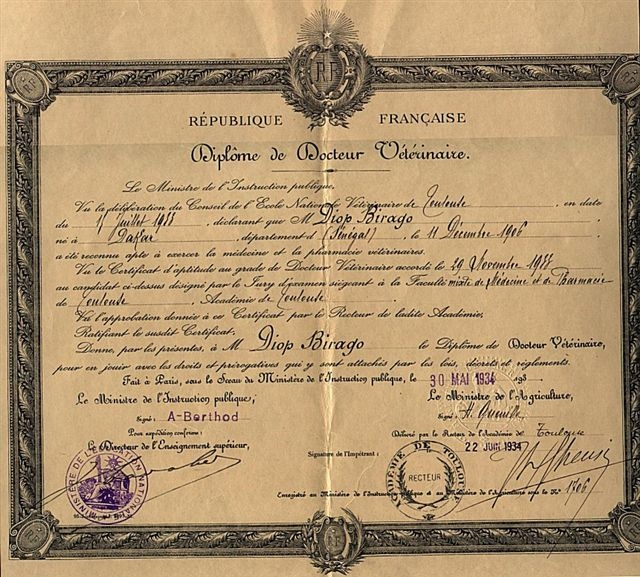
Diploma de Doctor Veterinario de Birago Diop

Birago Diop (1906-1989) fue un escritor senegalés en francés, que homenajeó la tradición oral de su país al publicar cuentos, especialmente sus Cuentos de Amadu Kumba. Se unió a finales de los años 1930 al movimiento de la negritud. 

## Biografía
Nacido cerca de Dakar, recibió una formación coránica y paralelamente estudios en la escuela francesa. Durante sus estudios de veterinaria en Toulouse, conoció los trabajos de los africanistas y se unió a finales de los años 1930 al movimiento de la negritud impulsado por Aimé Césaire y Léopold Sédar Senghor.
En París compone en 1942 los Cuentos de Amadu Kumba (publicados en 1947), en donde ya indica su predilección por la tradición oral de los griots, los narradores populares a los que siguió escuchando toda su vida. Respetuoso con la tradición oral, mostró gran originalidad en los Nuevos Cuentos de Amadu Kumba (1958) y Cuentos y Lavanes (1963); su colección de poemas Leurres et Lueurs (1960) está muy impregnada de la cultura francesa junto a fuentes de inspiración puramente africana. 
El soplo de los ancestros  esgrime un himno a la negritud,  que gira en torno a un anhelo implícito de dar a conocer, a valorar y a rehabilitar valores ancestrales de su continente preso de dificultades debido a la colonización y a la destrucción de los elementos culturales.
Su carrera diplomática, tras la independencia de Senegal, y su vuelta a su profesión de veterinario en Dakar no entorpecieron su investigación de la literatura tradicional africana, pero declaró haber "roto la pluma". Sin embargo, publicó la Plume raboutée y otros cuatro volúmenes de memorias de 1978 a 1989.